# 이매진 댓
《이매진 댓》(영어: Imagine That)은 미국, 영국, 독일에서 제작된 케리 커크패트릭 감독의 2009년 판타지 코미디 영화이다. 에디 머피, 토머스 헤이든 처치, 니콜 아리 파커, 로니 콕스, 마틴 신 등이 출연하였고, 로렌초 디보나벤투라 등이 제작에 참여하였다.

## 출연
- 에디 머피
- 토머스 헤이든 처치
- 야라 샤히디
- 니콜 아리 파커
- 로니 콕스
- 마틴 신
- 디레이 데이비스
- 버네사 윌리엄스
- 스티븐 래너지지
- 스티븐 루트
- 팀 샤프
- 매린 힝클
- 로런 위드먼
- 제임스 패트릭 스튜어트
- 리처드 시프
- 대니얼 폴로

## 기타 제작진
- 협력 제작: 라스 P. 윈서
- 배역: 칼린 데이비스, 진 매카시
- 미술: 윌리엄 아널드
- 세트: 데이비드 스미스
- 의상: 루스 E. 카터